# Kourtney Treffers
Kourtney Joelle Treffers (ur. 8 sierpnia 1994 w Den Helder) – holenderska koszykarka występująca na pozycji silnej skrzydłowej, aktualnie zawodniczka Royal Castors Braine.
20 czerwca 2017 przedłużyła umowę ze Ślęzą Wrocław.
4 maja 2019 została zawodniczką belgijskiego Royal Castors Braine

## Osiągnięcia
Stan na 15 maja 2019, na podstawie, o ile nie zaznaczono inaczej.
Drużynowe
- Mistrzyni Polski (2017)[6]
- Wicemistrzyni II ligi włoskiej grupy południowej (2013, 2014 – awans do I ligi)[7][8]
- Zwyciężczyni turnieju w Trutnovie (2017)[9]

Indywidualne
(* – nagrody przyznane przez portal eurobasket.com)
- MVP II ligi włoskiej (2014)*[8]
- Najlepsza skrzydłowa II ligi włoskiej (2014)*[8]
- Defensywna zawodniczka roku II ligi włoskiej (2014)*[8]
- Zaliczona do*: 
  - I składu:
    - II ligi włoskiej:
      - 2014
      - grupy B (2013)

  - składu honorable mention:
    - II ligi włoskiej (2013)[7]
    - ligi włoskiej (2015, 2019)[10]
- Liderka:
  - strzelczyń II ligi włoskiej (2014)[8]
  - w zbiórkach II ligi włoskiej (2014)[8]

Reprezentacja
- Mistrzyni Europy U–16 dywizji B (2009)
- Uczestniczka
  - kwalifikacji do Eurobasketu (2015, 2017)
  - mistrzostw:
    - świata U–19 (2013)
    - Europy:
      - U–20 (2011 – 10. miejsce, 2014 – 10. miejsce)
      - U–18 (2011 – 5. miejsce, 2012 – 4. miejsce)
      - U–16 (2010 – 7. miejsce)
- Zaliczona do I składu mistrzostw Europy U–16 (2010)
- Liderka strzelczyń mistrzostw Europy U–16 (2010)